# Доан, Рицу
Рицу Доан (яп. 堂安 律; род. 16 июня 1998, Амагасаки, Япония) — японский футболист, полузащитник франкфуртского «Айнтрахта» и национальной сборной Японии.

## Клубная карьера
Доан является воспитанником японского клуба «Гамба Осака». Занимался в академии с 13 лет. 3 июня 2015 года дебютировал в Джей-лиге в поединке против «Касима Антлерс», выйдя на замену на 90-й минуте вместо Сю Курата. Всего в дебютном сезоне провёл две встречи. В сезоне 2017 года стал игроком основного состава. 23 июня того же года был отдан в аренду в нидерландский клуб «Гронинген». 13 августа дебютировал за него в поединке против «Херенвена», выйдя в стартовом составе и будучи заменённым на 63-й минуте Томом ван Вертом.
30 августа 2019 года Доан перешёл в ПСВ, подписав пятилетний контракт.
5 сентября 2020 года Доан отправился в аренду в клуб немецкой Бундеслиги «Арминия Билефельд» на сезон 2020/21.
5 июля 2022 года Доан перешёл во «Фрайбург».

## Выступления за сборную
В национальной сборной Японии дебютировал 11 сентября 2018 года в товарищеском матче с командой Коста-Рики.
В декабре 2018 года был включён в заявку на Кубок Азии 2019. 9 января в первом матче группового этапа против Туркменистана отличился голом на 71 минуте игры, сделав счёт 3:1. В итоге сборная Японии одержала победу 3:2. В четвертьфинальном матче против сборной Вьетнама, на 57-й минуте забил единственный гол с пенальти, который вывел Японию в полуфинал турнира.
Был включён в состав олимпийской сборной Японии на Олимпиаду 2020.
Был включён в состав сборной Японии на чемпионат мира 2022 в Катаре, на котором забил два гола, по одному в ворота сборной Германии и Испании.
Был включён в состав сборной на Кубок Азии 2023 в Катаре.

## Достижения
ПСВ
- Обладатель Кубка Нидерландов: 2021/22